# Sexta Cruzada

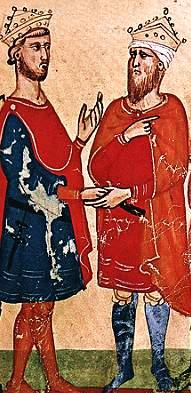
Frederico II (esquerda) dialoga com Camil

A Sexta Cruzada (1228-1229), lançada em 1227 pelo imperador do Sacro Império Frederico II de Hohenstauffen, que tinha sido excomungado pelo Papa.
Frederico, genro de João de Brienne, herdeiro do trono de Jerusalém, pretendia reclamar seus direitos sobre Chipre e Jerusalém-Acre. Depois que sua frota partiu, o imperador recebeu uma missão de paz do sultão do Egito, que retardou o seu avanço, e o papa Gregório IX excomungou-o por ter demorado a se engajar na luta.
Finalmente, no verão de 1228, depois de muita hesitação, acabou por partir ao Oriente para se livrar da excomunhão que o papa lhe havia imposto, apesar de ser defensor do diálogo com o Islã, religião que o apaixonava sobremaneira, e preferir conversar em vez de combater. Ao mesmo tempo, o papa proclamou outra Cruzada, desta vez contra Frederico, e seguiu atacando as possessões do imperador na Península Itálica. Tanto em Chipre como em Acre, no entanto, suas pretensões não tiveram êxito, sobretudo em virtude de sua excomunhão.
O minguado exército de Frederico II, auxiliado pelos cavaleiros teotônicos, foi diminuindo com as deserções, e uma semi-hostilidade das forças cristãs locais devido à sua excomunhão pelo Papa. Aproveitando-se das discórdias entre os sultões do Egito e Damasco, Frederico II conseguiu, por intermédio da diplomacia, um vantajoso tratado com o Egito de Camil, sobrinho de Saladino. Pelo tratado de Jafa (1229), Jerusalém ganhou Belém, Nazaré e Sidom, um corredor para o mar, para além de uma trégua de dez anos. Em contrapartida, os cristãos reconheciam a liberdade de culto para os muçulmanos. Por causa disso, o Papa excomunga Frederico II mais uma vez.
Frederico foi coroado rei de Jerusalém. Atacado pela Igreja, receoso de perder seu trono na Germânia e o trono de Nápoles, regressou à Europa. Retomou relações com Roma em 1230. Mas a derrota dos cristãos em Gaza fê-los perder os Santos Lugares em 1244.